# Hooded Horse
Hooded Horse est un éditeur de jeux vidéo, basé à Dallas, au Texas fondé en 2019. La société est surtout connue pour la publication de jeux tactiques et stratégiques tels que Against the Storm, Old World et Manor Lords.

## Histoire
L'entreprise est fondée en 2019. Elle se spécialise dans la création de jeux tactiques et stratégiques avec des éléments couramment observés dans les jeux de rôle. En tant qu'éditeur, Hooded Horse alloue un budget d'au moins 100 000 dollars américains à la localisation et au marketing de chaque projet, et les développeurs  peuvent conserver 65 % de tous les revenus générés après la sortie d'un jeu,. Les premiers jeux publiés par Hooded Horse incluent Terra Invicta (en), un jeu de grande stratégie développé par Pavonis Interactive (le studio derrière les mods Long War (en) pour les jeux X-COM modernes) et Workers & Resources: Soviet Republic de 3Division. Ensuite, elle signe avec Mohawk Games pour le développement de Old World, après que l'éditeur original Starbreeze Studios ait abandonné le projet en raison de difficultés financières.
En 2023, l'éditeur compte un total de douze employés et a édité vingt jeux, dont la plupart sont publiés via le programme d'accès anticipé de Steam. Parmi eux, il devient l'éditeur d'Empires of the Undergrowth alors que le jeu est en développement depuis décembre 2017 par Slug Disco Studios. Against the Storm est sorti fin 2023 et est acclamé par la critique. En mars 2024, il s'est vendu à plus d'un million d'exemplaires . La société devrait publier Xenonauts 2 (en) (qui est sorti en accès anticipé en 2023), Manor Lords (sorti en accès anticipé en avril 2024), Junxions de CyberStorm et Nova Roma de Lion Shield, le développeur derrière Kingdoms and Castles, entre autres.
Hooded Horse affirme que l'ensemble des ventes des jeux qu'il a publiés correspond à plus de 4,5 millions d'exemplaires.

### Traduction
- (en) Cet article est partiellement ou en totalité issu de l’article de Wikipédia en anglais intitulé « Hooded Horse » (voir la liste des auteurs).